# Granö klubb
Granö klubb är en ö i Åland (Finland). Den ligger i Skärgårdshavet eller Ålands hav och i kommunen Jomala i landskapet Åland, i den sydvästra delen av landet. Ön ligger nära Mariehamn och omkring 280 kilometer väster om Helsingfors.
Öns area är 2,1 hektar och dess största längd är 300 meter i nord-sydlig riktning. I omgivningarna runt Granö klubb växer i huvudsak barrskog.